# Buštranje (gmina Preševo)
Buštranje (cyr. Буштрање) – wieś w Serbii, w okręgu pczyńskim, w gminie Preševo. W 2002 roku liczyła 872 mieszkańców.